# Axel Pihl
Axel Gustaf Pihl, född den 12 maj 1838 i Stockholm, död den 11 januari 1927, var en svensk trädgårdsman.
Prästsonen Pihl erhöll praktisk och teoretisk utbildning inom trädgårdsyrket genom anställning i trädgårdar i Sverige, England och Tyskland. År 1861 anställdes han som föreståndare vid trädgårdsavdelningen på Lantbruksakademiens experimentalfält. År 1863 övergick Pihl till förstelärarbefattningen vid Svenska trädgårdsföreningens elevskola, vars föreståndare han var från och med 1873 till föreningens upplösning 1911. Han blev ledamot av Lantbruksakademien 1900. 
Pihl utövade en omfattande skriftställarverksamhet inom trädgårdslitteraturen, dels som medredaktör för "Svenska trädgårdsföreningens tidskrift" (1878-1905), dels i utgivandet (tillsammans med Erik Lindgren och Georg Löwegren) av "Handbok i svenska trädgårdsskötseln" (1872-84; vissa delar i flera upplagor), dels som medredaktör för planschverket ’Svenska fruktsorter" (1899-1911) samt mångårig medarbetare i "Tidning för trädgårdsodlare".

## Familj
Axel Pihl gifte sig 1866 med Johanna Olivia Öhman (1844-1879). De fick barnen Erik (1869-1909), Göta (1870-1947), Albert (1872-1899), och Svea (1874-1936). Hustrun Johanna dog redan 1879 när barnen var små. Axel gifte då om sig året efter med systern Gerda Öhman (1852-1921). Båda sönerna dog före fadern, Albert redan 1899 i Nya Zeeland och sonen Erik 1909 efter flera år i Kongo.